# Sherrill (New York)
Sherrill je město v okrese Oneida County ve státě New York ve Spojených státech amerických. K roku 2010 zde žilo 3 071 obyvatel. S celkovou rozlohou 5,2 km² byla hustota zalidnění 590,577 obyvatel na km².